# Schwebeschmelzverfahren
Das Schwebeschmelzverfahren (englisch Flash smelting) oder Outokumpu-Verfahren ist ein vielgenutztes Schmelzverfahren. Es wird überwiegend zur Gewinnung von Kupfer, aber auch von Nickel verwendet.
Das Verfahren wurde 1949 in einer Zeit der Brennstoffknappheit von der finnischen Firma Outokumpu in Harjavalta entwickelt. Über die nächsten Jahrzehnte wurde es kontinuierlich verbessert.

## Funktionsweise

Schema

Das sulfidische Erzkonzentrat wird mit Heißwind vorgewärmt und zu Kupferstein geschmolzen. Eine Wasserkühlung sorgte für lange Standzeiten des Ofens. Die Kühlelemente lassen sich während des Betriebs austauschen.
Der Kupferstein (ein Gemisch aus Kupfer- und Eisensulfiden mit 65 % Cu) muss noch in einem Konverter durch Einblasen von Luft in Blisterkupfer umgewandelt werden. Allerdings wird daran gearbeitet, Kupfer mit dem Schwebeschmelzverfahren direkt bis zum Blisterkupfer zu reduzieren. Solche Verfahren waren 2000 bereits in Glogau und Olympic Dam im Einsatz.